# Bí Dương
Bí Dương (tiếng Trung giản thể: 泌阳; Tiếng Trung phồn thể: 泌陽; Bính âm: bìyáng) là một huyện của Trú Mã Điếm, tỉnh Hà Nam, Cộng hòa Nhân dân Trung Hoa. Huyện này giáp Xác Sơn về phía đông, Tongpai về phía bắc, Đường Hà về phía tây, Tháp Hà về phía bắc, Sheqi và Nam Dương về phía tây bắc. Dân số của huyện này là 950.000 năm 2002. Diện tích là 2682 km².

## Hành chính
Huyện này có 6 trấn, 18 hương và 401 thôn.